# Lapeyrugue
Lapeyrugue är en kommun i departementet Cantal i regionen Auvergne-Rhône-Alpes i mitten av Frankrike. Kommunen ligger  i kantonen Montsalvy som ligger i arrondissementet Aurillac. År 2022 hade Lapeyrugue 94 invånare.

## Befolkningsutveckling
Antalet invånare i kommunen Lapeyrugue
Referens:INSEE